# Roger Y. Tsien
Roger Yonchien Tsien (en chino tradicional 錢永健; en chino simplificado 钱永健; en pinyin Qián Yǒngjiàn) (Nueva York, 1 de febrero de 1952-Eugene, Oregón; 24 de agosto de 2016) fue un bioquímico estadounidense, de origen chino, profesor en el Departamento de Química y Bioquímica de la Universidad de San Diego. En el año 2008 fue galardonado con el Premio Nobel de Química, por «su descubrimiento y desarrollo de la proteína verde fluorescente» (GFP,por sus siglas en inglés), junto al también estadounidense Martin Chalfie, y al japonés Osamu Shimomura. El premio, de 10 millones de coronas suecas (1,4 millones de dólares o 1,03 millones de euros) se reparte entre los tres por partes iguales.
Según el comunicado de prensa de la Real Academia Sueca de Ciencias en Estocolmo, el profesor Tsien "extendió la paleta de colores más allá del verde, lo cual permite a los investigadores dar a las proteínas y células diferentes colores, para seguir varios procesos biológicos al mismo tiempo." El propio Tsien declaró, en conferencia telefónica tras la noticia de la adjudicación del Premio Nobel de Química 2008, que él no se considera un científico chino: "Me crie en los Estados Unidos y desde entonces he pasado mi vida aquí. Pero, si les sirve a las personas en China, espero que el premio inspire a estudiantes y científicos allá."

## Formación
Roger Y. Tsien nació en 1952 en Nueva York, aunque creció en Livingston (Nueva Jersey). Su padre era ingeniero mecánico, y sus tíos por parte de madre eran profesores de ingeniería en el Instituto Tecnológico de Massachusetts. Tsien, que se considera a sí mismo ingeniero molecular, dijo en una ocasión: «estoy facultado por mi herencia para desarrollar este tipo de trabajo».
Tsien sufría de asma de pequeño, por lo que pasaba gran parte de su tiempo en casa. Así, dedicaba largas horas a experimentos químicos en su laboratorio del sótano. Con dieciséis años ganó el primer premio de la Intel Science Talent Search, competición a nivel nacional en los Estados Unidos para estudiantes de secundaria, con un proyecto sobre cómo los metales se unen al tiocianato.
Estudió en la Universidad de Harvard, graduándose con un Bachelor of Science en física y química en 1972. Se graduó con summa cum laude. Tras su titulación se unió al Laboratorio Fisiológico de la Universidad de Cambridge, Inglaterra, en 1977, y trabajó como investigador en el Gonville and Caius College hasta 1981.